# Arthur Max
Pour les articles homonymes, voir Max.
Arthur Max, né le 1er mai 1946 à New York, est un chef décorateur américain. 

## Biographie
Après être sorti diplômé de l'université de New York en 1969, il commence sa carrière en tant qu'éclairagiste dans l'industrie musicale en travaillant sur le festival de Woodstock. Dans les années 1970, il officie en tant qu'éclairagiste pour de nombreux concerts et festivals, et notamment pour les tournées du groupe Pink Floyd. Il étudie ensuite l'architecture et obtient un diplôme du Royal College of Art en 1982. Il travaille alors sur plusieurs projets architecturaux à Londres et commence sa carrière au cinéma dans le département décoration de Greystoke, la légende de Tarzan et de Revolution.
Pendant dix ans, il est chef décorateur pour de nombreux spots publicitaires et rencontre David Fincher et Ridley Scott, avec qui il collabore ensuite sur plusieurs films. Il est nommé deux fois à l'Oscar des meilleurs décors, pour Gladiator, film pour lequel il remporte aussi le BAFTA Award, en 2001, et American Gangster en 2008.

## Filmographie
- 1995 : Seven, de David Fincher
- 1997 : À armes égales (G.I. Jane), de Ridley Scott
- 2000 : Gladiator, de Ridley Scott
- 2001 : La Chute du faucon noir (Black Hawk Down), de Ridley Scott
- 2002 : Panic Room, de David Fincher
- 2005 : Kingdom of Heaven, de Ridley Scott
- 2007 : American Gangster, de Ridley Scott
- 2008 : Mensonges d'État (Body of Lies), de Ridley Scott
- 2010 : Robin des Bois (Robin Hood), de Ridley Scott
- 2012 : Prometheus, de Ridley Scott
- 2013 : Cartel (The Counselor), de Ridley Scott
- 2014 : Exodus de Ridley Scott
- 2015 : Seul sur Mars, de Ridley Scott
- 2021 : Le Dernier Duel (The Last Duel) de Ridley Scott
- 2024 : Gladiator 2 de Ridley Scott